# Ecliptopera cuneata
Ecliptopera cuneata là một loài bướm đêm trong họ Geometridae.